# Краснореченская поселковая община
Краснореченская поселковая территориальная община (укр. Красноріченська селищна  територіальна громада) — территориальная община в Украине, в Сватовском районе Луганской области. Административный центр-поселок Краснореченское.
Образована 14 июля 2017 года путем объединения Краснореченского поселкового совета и Бараниковского, Новоалександровского сельских советов Кременского района.

## Населённые пункты
Посёлок — Краснореченское
Села — Невское, Бараниковка, Грековка, Залиман, Макеевка, Нововодяное, Новолюбовка, Новоалександровка, Площанка.

## Органы власти
Административный центр — Краснореченское
Код КАТОТТГ — UA44100050000027880
Рада — Краснореченский поселковый совет
Глава общины — Сергей Анатольевич Глущенко